# Fünfkampf-Länderkampf der Frauen 1980 BR Deutschland – Sowjetunion
| 14. Leichtathletik-Länderkampf mit bundesdeutscher Beteiligung 1980 | 14. Leichtathletik-Länderkampf mit bundesdeutscher Beteiligung 1980 |
| ------------------------------------------------------------------- | ------------------------------------------------------------------- |
|                                                                     |                                                                     |
| Fünfkampf-Vergleich der Frauen: BR Deutschland – Sowjetunion        |                                                                     |
| Austragungsort                                                      | Lage                                                                |
| Wettbewerbe                                                         | 1                                                                   |
| Datum                                                               | 6./7. September                                                     |
| 1. FRG 2. URS                                                       | 17.730 Punkte 17.647 Punkte                                         |
| Chronik                                                             |                                                                     |
| ← FRG-URS Zehnkampf (M)                                             | erster LK 1981:00 FRA-FRG Geher (F) →                               |

Im vierzehnten und letzten Vergleich des Länderkampfjahres 1980 traten die bundesdeutschen Fünfkämpferinnen wie ihre männlichen Mehrkampfkollegen am 6./7. September in Lage bei Detmold gegen die Sowjetunion an. Zehn Begegnungen zwischen diesen Teams hatte es zuvor gegeben, sieben hatte die Sowjetunion gewonnen, drei die Bundesrepublik Deutschland.

## Modus
Jedes Team konnte maximal sechs Vertreterinnen stellen, von denen die vier Besten durch Addition ihrer Punktzahlen gewertet wurden.

## Ergebnis
In der Einzelwertung lag eine bundesdeutsche Fünfkämpferin vorn. Auch die Summierung der Einzelresultate brachte dem bundesdeutschen Team im Gegensatz zu den Zehnkämpfern den Sieg, auch wenn es ein knappes Ergebnis gab. Mit 17.730 zu 17.647 Punkten war das bundesdeutsche Team erfolgreich und verbesserte die Bilanz nun auf vier zu sieben.

## Legende
Kurze Übersicht zur Bedeutung der Symbolik – so üblicherweise auch in sonstigen Veröffentlichungen verwendet:
| DNF | nicht im Ziel (did not finish) |
| DNS | nicht am Start (did not start) |

## Resultat

### Fünfkampf
| Platz | Name                 | Nation | Punkte | 100 m Hürden | Kugel- stoßen | Hoch- sprung | Weit- sprung | 800 m       |
| ----- | -------------------- | ------ | ------ | ------------ | ------------- | ------------ | ------------ | ----------- |
| 1     | Sabine Everts        | FRG    | 4656   | 13,69 s      | 12,58 m       | 1,84 m       | 6,51 m       | 2:10,98 min |
| 2     | Nadija Tkatschenko   | URS    | 4627   | 13,47 s      | 15,55 m       | 1,75 m       | 6,18 m       | 2:16,18 min |
| 3     | Ina Losch            | FRG    | 4436   | 14,61 s      | 13,82 m       | 1,81 m       | 6,02 m       | 2:12,16 min |
| 4     | Olga Kuragina        | URS    | 4406   | 13,81 s      | 12,79 m       | 1,72 m       | 6,34 m       | 2:19,1 min  |
| 5     | Olga Rukawischnikowa | URS    | 4395   | 14,92s       | 12,06 m       | 1,74 m       | 6,00 m       | 2:15,56 min |
| 6     | Monika Krolkiewicz   | FRG    | 4339   | 14,47 s      | 13,44 m       | 1,78 m       | 6,14 m       | 2:21,15 min |
| 7     | Anke Köninger        | FRG    | 4299   | 13,56 s      | 11,07 m       | 1,78 m       | 6,11 m       | 2:21,23 min |
| 8     | Swetlana Iwschina    | URS    | 4219   | 14,98 s      | 10,92 m       | 1,84 m       | 5,68 m       | 2:10,83 min |
| 9     | Ute Rompf            | FRG    | 4182   | 14,91 s      | 15,45 m       | 1,64 m       | 5,95 m       | 2:23,01 min |
| DNF   | Cornelia Sulek       | FRG    |        | 14,80 s      | 11,18 m       | DNS          |              |             |